# 大キライ!/二人きりで行こうよ
『大キライ!／二人きりで行こうよ』は、LINDBERGの17作目のシングル。

## 概要
- 「大キライ!」はテレビ朝日系テレビアニメ『平成犬物語バウ』オープニングテーマ、「二人きりで行こうよ」は同アニメの前期エンディングテーマ。
- 「大キライ!」のシングルバージョンには『平成イヌ物語バウ』のバウ（声優：園部啓一）の声が入っている。アニメ用ということもあって、同月19日に発売された『EXTRA FLIGHT II -human aircraft-』にはバウの声の無いバージョンが収録されたが、後に発売された個々のベストアルバムにはシングルバージョンが普通に収録されている。

## 収録曲
1. 大キライ!（シングルバージョン）(4:06)
（作詞：渡瀬マキ／作曲：川添智久／編曲：須貝幸生、LINDBERG）
2. 二人きりで行こうよ（シングルバージョン）(4:28)
（作詞：渡瀬マキ／作曲：小柳昌法／編曲：須貝幸生、LINDBERG）
3. 大キライ!（カラオケバージョン）(4:06)
4. 二人きりで行こうよ（カラオケバージョン）(4:96)